# Most Sundial
Most Sundial – most wiszący  w Redding, w stanie Kalifornia, nad rzeką Sacramento, o długości 213 m. Most został zaprojektowany przez hiszpańskiego architekta Santiago Calatravę. Most otwarto 4 lipca 2004, a jego budowa kosztowała 23,5 mln USD.